# Aleksander Barchacz

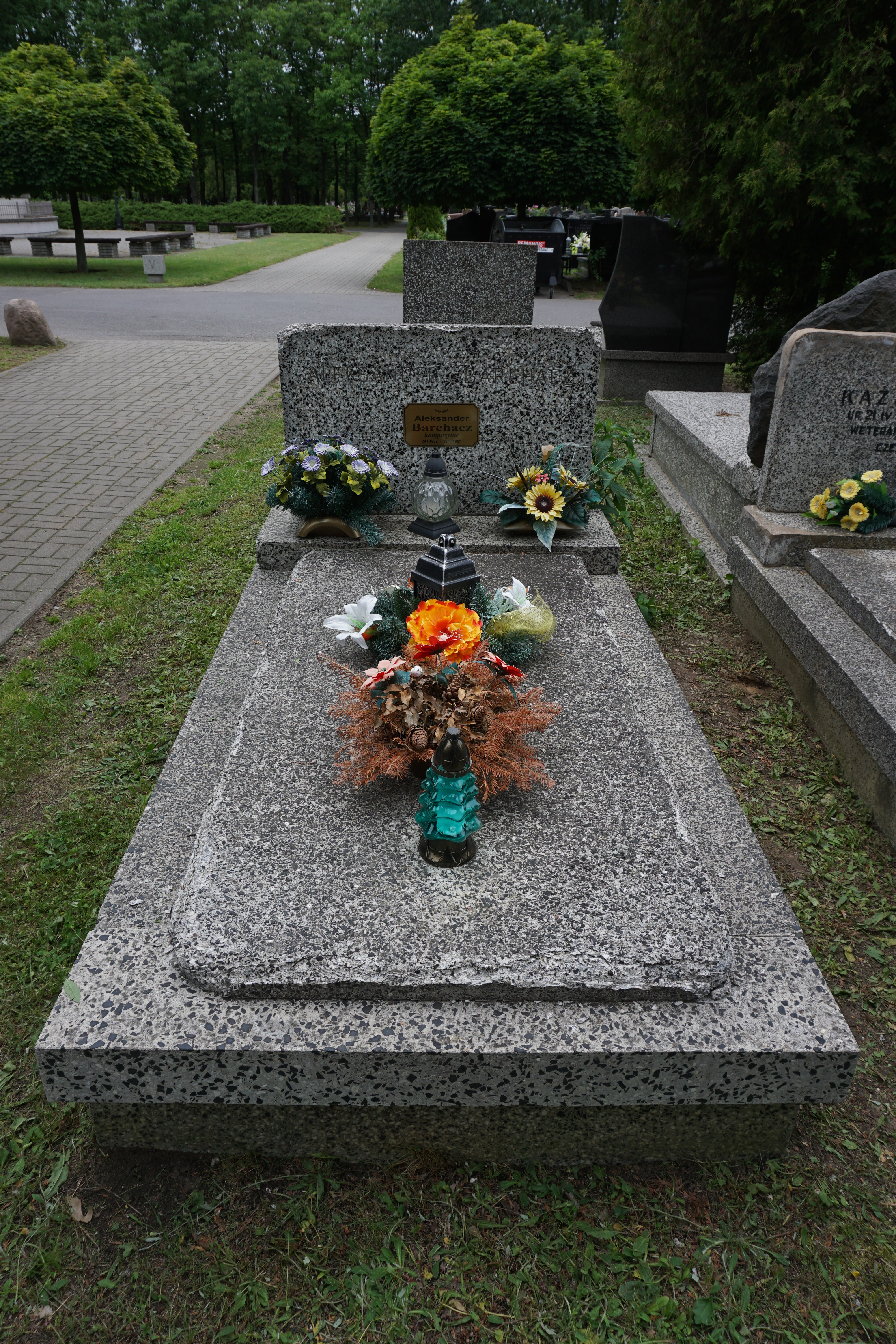
Grób Aleksandra Barchacza na cmentarzu Komunalnym Północnym w Warszawie

Aleksander Barchacz (ur. 28 stycznia 1908 w Łodzi, zm. 28 marca 1987 w Warszawie) – polski kompozytor, żołnierz, polityk, dyplomata.

## Życiorys
Urodził się 28 stycznia 1908 w Łodzi jako syn Szymona. Kształcił się w prywatnym Gimnazjum Filologicznym Bogumiła Brauna w Łodzi, średniej szkole muzycznej – Instytucie Aleksandra Türnera, Konserwatorium Paryskim u boku Nadii Boulanger (uzyskując absolutorium), następnie w Konserwatorium im. Fryderyka Chopina w Warszawie. Został kompozytorem, a jego utwory były wykonywane przez teatrzyk Qui Pro Quo. Zaprzyjaźnił się z Julianem Tuwimem.
Zaangażował się w ruch rewolucyjny, został działaczem Polskiej Partii Socjalistycznej – Lewica, Komunistycznej Partii Polski.

### Okres II wojny światowej
Po wybuchu II wojny światowej znalazł się w kazachskiej Ałma-Acie, gdzie został kierownikiem muzycznym teatru, a od 1941 mieszkał w Uralsku w zachodnim Kazachstanie, gdzie działał w teatrze i komponował pieśni żołnierskie dla Armii Czerwonej. W miejscowym teatrze muzycznym znalazł stary śpiewnik Aleksandra Zatajewicza, urzędnika, muzykologa i etnografa polskiego pochodzenia, który zbierał kazachskie pieśni i folklor. Barchacz, opierając się na kazachskich motywach, napisał i wystawił operę kazachską zatytułowaną Sen segeta (pol. Dzień zemsty). Miejscowa prasa okrzyknęła go „kazachskim Moniuszką”.
Wstąpił do Polskich Sił Zbrojnych w ZSRR w szeregach 1 Dywizji Piechoty im. Tadeusza Kościuszki, później 1 Korpusu Polskich Sił Zbrojnych w ZSRR, zostając kompozytorem piosenki marszowej tej formacji pt. Marsz 1 Korpusu (znanej także jako Spoza gór i rzek), do słów Adama Ważyka.
Był pracownikiem Teatru 1 Dywizji Piechoty im. Tadeusza Kościuszki, a w strukturze 1 Armii Wojska Polskiego starszym instruktorem do spraw artystycznych. Wraz z frontem wschodnim wkroczył na ziemie polskie. Gdy w Lublinie powstał Teatr Wojska Polskiego, Aleksander Barchacz napisał muzykę do premierowego przedstawienia, które miało miejsce 29 listopada 1944 r. Tą sztuką było Wesele Stanisława Wyspiańskiego w reżyserii Jacka Woszczerowicza, który do Lublina przybył 10 września 1944 roku na zaproszenie Tadeusza Wołowskiego, ówczesnego szefa Wydziału Teatralnego Resortu Kultury i Sztuki PKWN. W rolach protagonistów zostali obsadzeni: Pan Młody – Jan Świderski, Poeta – Jan Kreczmar, Panna Młoda – Ryszarda Hanin, Kasper – Czesław Wołłejko, Rachel – Halina Kossobudzka
Następnie Barchacz został powołany na stanowisko dyrektora Departamentu Szkolnictwa Artystycznego w Ministerstwie Kultury i Sztuki.

### Polityk. Starosta kłodzki i wicewojewoda wrocławski
Jako artysta muzyk i z zawodu kompozytor był kolorowym ptakiem na tle bezbarwnych karierowiczów partyjnych. Od 1 sierpnia 1945 do 27 stycznia 1946 pełnił urząd starosty powiatu kłodzkiego oraz pełnomocnika Rządu RP na Obwód XXIV w Kłodzku. Będąc starostą zajmował się aprowizacją polskich osadników, przybywających głównie z Kresów, przejmowaniem mienia poniemieckiego i walką z szabrownictwem, uruchomieniem infrastruktury miejskiej i zakładów przemysłowych, wysiedlaniem ludności niemieckiej, walką ze zbrojnymi grupami Werwolfu, przeciwdziałaniem czechosłowackim zakusom na ziemię kłodzką.
Wskutek zastrzeżeń PPS do jego postępowania odsunięto go z urzędu poprzez awans na stanowisko wicewojewody wrocławskiego.
We wrześniu 1947 widziano go w Kłodzku, jak realizując partyjne polecenia blokował poświęcenie sztandaru kłodzkiej organizacji PSL. Pomimo zgody na odbycie ceremonii w kościele, szef kłodzkiego Urzędu Bezpieczeństwa zażądał przeniesienia uroczystości. Następnie bojówki PPR (górnicy z Nowej Rudy) oraz patrole MO i ORMO zablokowały drogi dojazdowe do miasta, aby uniemożliwić chłopom dotarcie na uroczystość. Bojówkarze PPR pobili członków władz wojewódzkich PSL, w tym wicewojewodę wrocławskiego Stanisława Jurzyka. Jeden z funkcjonariuszy UB zwrócił się do wicewojewody Jurzyka z pytaniem: Po co Pan Wojewoda przyjechał, skoro obecny tu w Kłodzku Wicewojewoda Barchacz zakazał odbycia uroczystości poświęcenia sztandaru PSL?.
Na stanowisku wicewojewody odegrał pewną rolę w przekazaniu zbiorów biblioteczno-muzealnych Ossolineum do Wrocławia. Udzielił półmilionowej pożyczki na koszty transportu rektorowi UWr Stanisławowi Kulczyńskiemu, następnie uczestniczył w ich przyjęciu od strony ukraińskiej. Na zebraniu Towarzystwa Przyjaciół Ossolineum 10 listopada 1946 prof. Teofil Modelski zgłosił wniosek o wyrażenie podziękowania osobom zaangażowanym w przejęcie zbiorów Ossolineum, w tym wicewojewodzie Barchaczowi.
W roli wicewojewody uczestniczył w uroczystościach, m.in.:
- 9 maja 1946 r. w obchodach pierwszej rocznicy zwycięstwa połączonych z pierwszą rocznicą wyzwolenia Wrocławia z mszą polową, celebrowaną przez administratora apostolskiego archidiecezji wrocławskiej ks. Karola Milika. Przed ołtarzem zajęli miejsca: wiceprezydent KRN Stanisław Szwalbe, wicepremier Władysław Gomułka, wojewoda Stanisław Piaskowski, dowódca DOW IV gen. broni Stanisław Popławski,
- 31 sierpnia 1947 w dożynkach powiatu kłodzkiego w Polanicy-Zdroju zorganizowanych przez Powiatowy Zarząd Samopomocy Chłopskiej przy udziale zarządu miasta i zarządu gminy wiejskiej Polanica Zdrój, na których przyjął defiladę z udziałem władz powiatowych i wojskowych oraz wielotysięcznej rzeszy mieszkańców,
- we wrześniu 1947 w uroczystości poświęcenia i przekazania sztandaru ufundowanego przez mieszkańców ziemi kłodzkiej 27 Pułkowi Piechoty dyslokowanemu w Kłodzku, którego dowódcą był mjr Zygmunt Huszcza (późniejszy generał broni). Gośćmi byli także marsz. Michał Rola-Żymierski, dowódca SOW Stanisław Popławski, oraz kilkanaście tysięcy mieszkańców powiatów kłodzkiego, bystrzyckiego i sąsiednich, których powitał starosta kłodzki Zbigniew Kulczycki.

### W dyplomacji i później
Od 7 września 1948 do 1953 był ambasadorem Polski w Bułgarii.
W 1946 był w stopniu kapitana Ludowego Wojska Polskiego. Po powrocie z placówki dyplomatycznej zamieszkiwał w Warszawie, pozostając kompozytorem.
Zmarł 28 marca 1987. Został pochowany na cmentarzu Komunalnym Północnym w Warszawie (kwatera E-VI-1-3-22).
Jego synem był Włodzimierz Barchacz (1949–2016), fotograf, fotoreporter i publicysta.

## Piosenki
- „Bal u saperów”
- „Bzy na naszej ulicy” (słowa: Mirosław Łebkowski)
- „Fizylierki” (słowa: Leon Pasternak)
- „Marsz” (słowa: Leon Pasternak)
- „Marsz 1 Korpusu” (słowa: Adam Ważyk), wykorzystana m.in. w filmach Ogniomistrz Kaleń (1961), Sny i marzenia (1983).
- „Marzyć warto” (słowa: Leon Pasternak)
- „Mój western” (słowa: Zbigniew Kuthan)
- „Nasz porucznik” (słowa: Leon Pasternak)
- „Pierwsze bzy” (słowa: Edward Fiszer), śpiewana przez Mieczysława Fogga
- „Piosenka o kucharzu”
- „Piosenka o szefie”
- „Piosenka o warszawskim Parku Kultury” (słowa: Tadeusz Fangrat)
- „To ten walczyk nasz” (słowa: Bronisław Brok), śpiewana przez Jerzego Połomskiego
- „Zakochałam się w kapralu” (słowa: Leon Pasternak)

Źródło

## Ordery i odznaczenia
- Order Krzyża Grunwaldu III klasy (11 października 1946)[24]
- Krzyż Kawalerski Orderu Odrodzenia Polski (12 listopada 1946)[19]
- Medal 10-lecia Polski Ludowej (22 lipca 1955)[25]